# Theope pseudopedias
Espèce
Theope pseudopedias est une espèce d'insectes lépidoptères appartenant à la famille  des Riodinidae et au genre Theope.

## Taxonomie
Theope pseudopedias a été décrit par Jason Piers Wilton Hall en 1999.

### Nom vernaculaire
Theope pseudopedias se nomme en anglais Hall's Theope

## Description
Theope pseudopedias est un papillon de couleur bleu clair métallisé aux ailes antérieures largement bordé de marron au bord costal et au bord externe alors que les ailes  postérieures sont bleu clair métallisé.
Le revers est jaune.

## Écologie et distribution
Theopepseudopedias est présent au Mexique dans la région de Veracruz, au Guatemala et au Costa Rica,.

### Protection
Pas de statut de protection particulier.